# البحث عن ألاسكا
البحث عن ألاسكا (بالإنجليزية: Looking for Alaska) هو مسلسل درامي قصير أمريكي من سيناريو جوش شفارتز، مقتبس من رواية (البحث عن ألاسكا) التي صدرت عام 2005 للكاتب جون غرين، ويتكون المسلسل من ثماني حلقات. من بطولة تشارلي بلامر بدور مايلز هالتر، وكريستين فروسيث بدور ألاسكا يونغ، تم عرضه لأول مرة على هولو في 18 أكتوبر 2019.

## طاقم التمثيل
- تشارلي بلامر
- كريستين فروسيث
- ديني لوف
- جاي لي
- صوفيا فاسيليفا
- لاندري بندر
- أوريا شيلتون
- جوردان كونور
- تيموثي سيمونس
- رون جونز

- ميج رايت
- لوسي فاوست
- هنري زاغا
- دينين تايلر

- براندون ستانلي
- راشيل ماثيوز

## روابط خارجية
- البحث عن ألاسكا على موقع IMDb (الإنجليزية)
- البحث عن ألاسكا على موقع ميتاكريتيك (الإنجليزية)
- البحث عن ألاسكا على موقع روتن توميتوز (الإنجليزية)
- البحث عن ألاسكا على موقع ليتربوكسد (الإنجليزية)
- البحث عن ألاسكا على موقع كينوبويسك (الروسية)
- البحث عن ألاسكا على موقع ألو سيني (الفرنسية)
- البحث عن ألاسكا على موقع قاعدة بيانات الفيلم (الإنجليزية)